# Toja Ellison
Toja Ellison (Lubiana, 4 luglio 1993) è un'arciera slovena.

## Palmarès
- Giochi europei

Minsk 2019: oro nel compound.